# JAC HK6120
JAC HK6120 — дизельный туристический автобус производства компании JAC (Китай).

## Общие сведения
HK6120 — одна из основных моделей автобусов марки JAC, поставляемых в Россию. Достоинство автобусов данной модели — невысокая стоимость и комфорт на уровне российских аналогов. Пассажирский салон автобусов JAC HK6120 рассчитан на 45 мест (включая место для руководителя группы или экскурсовода). Автобусы оборудованы кондиционером, микрофоном с аудиосистемой, DVD-плеером, пассажирскими сиденьями с ремнями безопасности, регулировкой наклона и индивидуальным освещением, а также эффективной системой отопления.

## Технические характеристики
| Технические характеристики JAC HK6120 |                     |
| Назначение                            | междугородный       |
| Габаритные размеры, мм                | 11650x2520x3415     |
| Колёсная база, мм                     | 6050                |
| Колея передних / задних колёс, мм     | 2050 / 1860         |
| Число мест для сидения                | 45+1                |
| Число дверей для пассажиров           | 2                   |
| Снаряжённая масса, мм                 | 12870               |
| Полная масса, кг                      | 16970               |
| Двигатель                             | WP.10.290 (Euro IV) |
| Рабочий объём двигателя, л            | 11,6                |
| Мощность двигателя, л.с.              | 290                 |
| Крутящий момент, Н.м                  | 1200                |
| Расход топлива, л на 100 км           | 27 (зимой 33)       |
| Вместимость топливных баков, л.       | 260 (2*130)         |
| Коробка передач                       | механическая        |
| Число ступеней КП                     | 6                   |
| Шасси                                 | HFC120KY            |
| Подвеска                              | пневматическая      |
| Максимальная скорость, км/ч           | 120                 |

## Поставки
Пробная партия автобусов JAC HK6120 (2 шт.) поступила в Россию в 2008 году. В 2010 году 15 автобусов JAC HK6120 были переданы в автопредприятия Калужской, Курганской и Новгородской областей. В 2011 году в Санкт-Петербург поступила вторая крупная партия автобусов JAC HK6120 — 40 штук. До конца года ожидается приход в Россию 200 автобусов этой модели. Все эти машины будут работать на заказных и туристических маршрутах Северной столицы.